# Oriente 2.ª Sección (Palma Huaca)
Oriente 2.ª Sección (Palma Huaca) es una ranchería del municipio de Paraíso ubicado en la subregión de la Chontalpa del estado mexicano de Tabasco.

## Geografía
La localidad se ubica a 8.0 kilómetros (en dirección norte) de la localidad de Paraíso, la cabecera y lugar más poblado del municipio. Se sitúa en las coordenadas geográficas 18°19′46″N 93°11′07″O / 18.329444, -93.185278, a una elevación de 4 metros sobre el nivel del mar.

## Demografía
Según el Conteo de Población y Vivienda 2020, efectuado por el Instituto Nacional de Estadística y Geografía, la localidad de Oriente 2.ª Sección (Palma Huaca) tiene 1,378 habitantes, de los cuales 665 son del sexo masculino y 713 del sexo femenino. Su tasa de fecundidad es de 2.06 hijos por mujer y tiene 358 viviendas particulares habitadas.
| Gráfica de evolución demográfica de Oriente 2.ª Sección (Palma Huaca) entre 1980 y 2020 |
|                                                                                         |
| INEGI.                                                                                  |